# Breskilkampen
Breskilkampen är en bergstopp i Antarktis. Den ligger i Östantarktis. Norge gör anspråk på området. Toppen på Breskilkampen är 2 656 meter över havet.
Terrängen runt Breskilkampen är huvudsakligen kuperad, men åt nordost är den platt. Trakten är obefolkad. Det finns inga samhällen i närheten. 